# Tuquerouye
Pour les articles homonymes, voir Tuquerouye (homonymie).
Tuquerouye est un lieu-dit des Pyrénées, sur la commune de Gavarnie-Gèdre dans le département français des Hautes-Pyrénées.

## Toponymie
En occitan, tuque rouye signifie le « piton rougeâtre ».

## Géographie

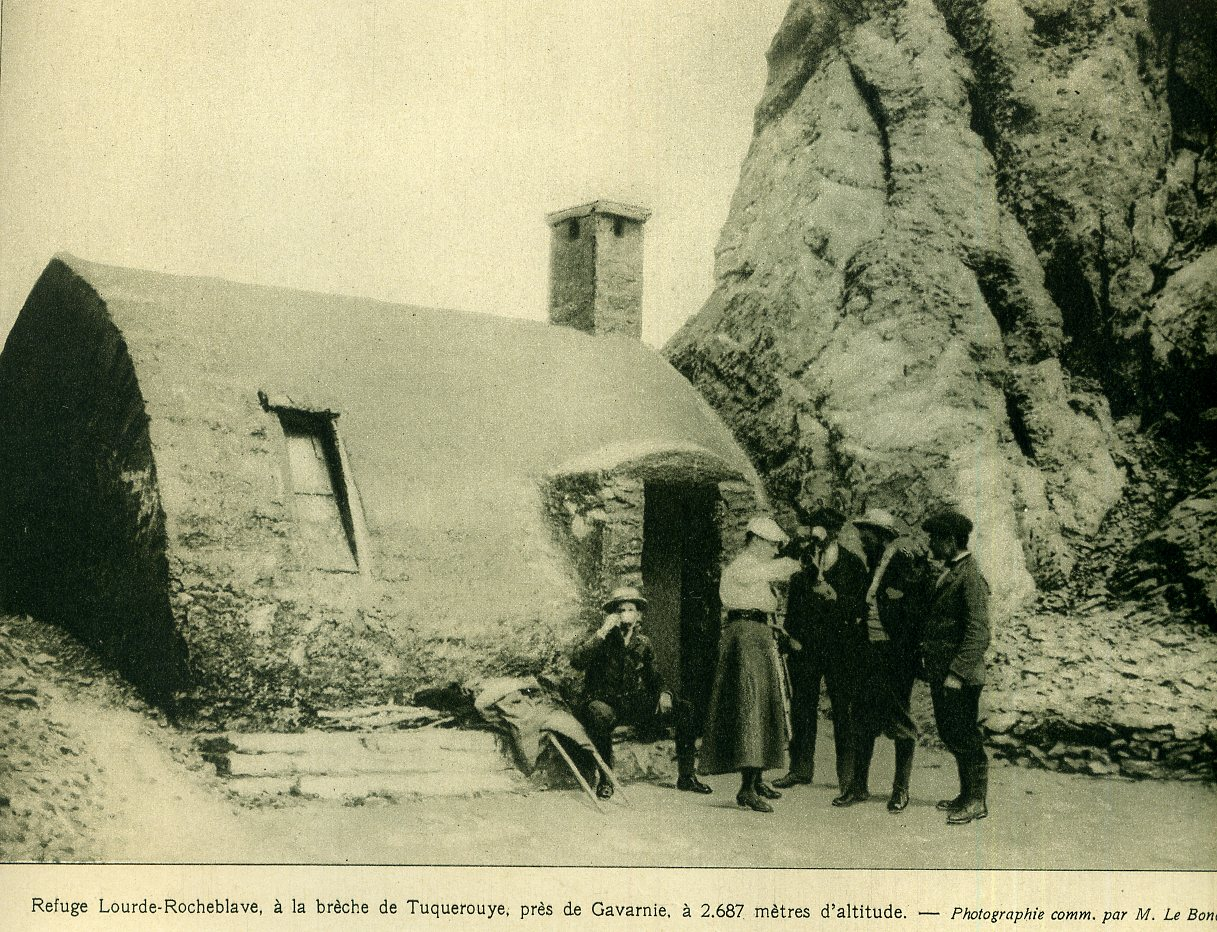
Refuge de Tuquerouye.

Il comporte notamment une brèche (brèche de Tuquerouye), rare point de passage caractéristique dans la grande muraille qui sert de frontière naturelle entre la France et l'Espagne dans cette région.
Un refuge se situe sur la brèche du même nom, à 2 666 mètres d'altitude depuis 1890, comportant 15 places maxi, non gardé, propriété et gestion du Club alpin français section Lourdes.

## Voies d'accès
L'accès au refuge, versant français, s'effectue par le cirque d'Estaubé direction la borne de Tuquerouye au pied de la brèche ; versant espagnol par le col du Cylindre puis le Lac glacé.

Point de départ d'ascensions vers le mont Perdu, le Petit Astazou et Grand Astazou, le Pic du Marboré principalement.